# Nerodia taxispilota
Espèce
Synonymes
- Coluber taxispilotus Holbrook, 1838
- Natrix taxispilota (Holbrook, 1838)

Statut de conservation UICN

 LC  : Préoccupation mineure
Nerodia taxispilota est une espèce de serpents de la famille des Natricidae.

## Répartition
Cette espèce est endémique des États-Unis. Elle se rencontre en Caroline du Sud, dans l'est de la Caroline du Nord, en Floride, dans le sud-est de l'Alabama, dans l'ouest de la Virginie et en Géorgie.

## Publication originale
- Holbrook, 1838 : North American herpetology, or, A description of the reptiles inhabiting the United States, vol. 2, p. 1–130 (texte intégral).